# Juan Tejerina

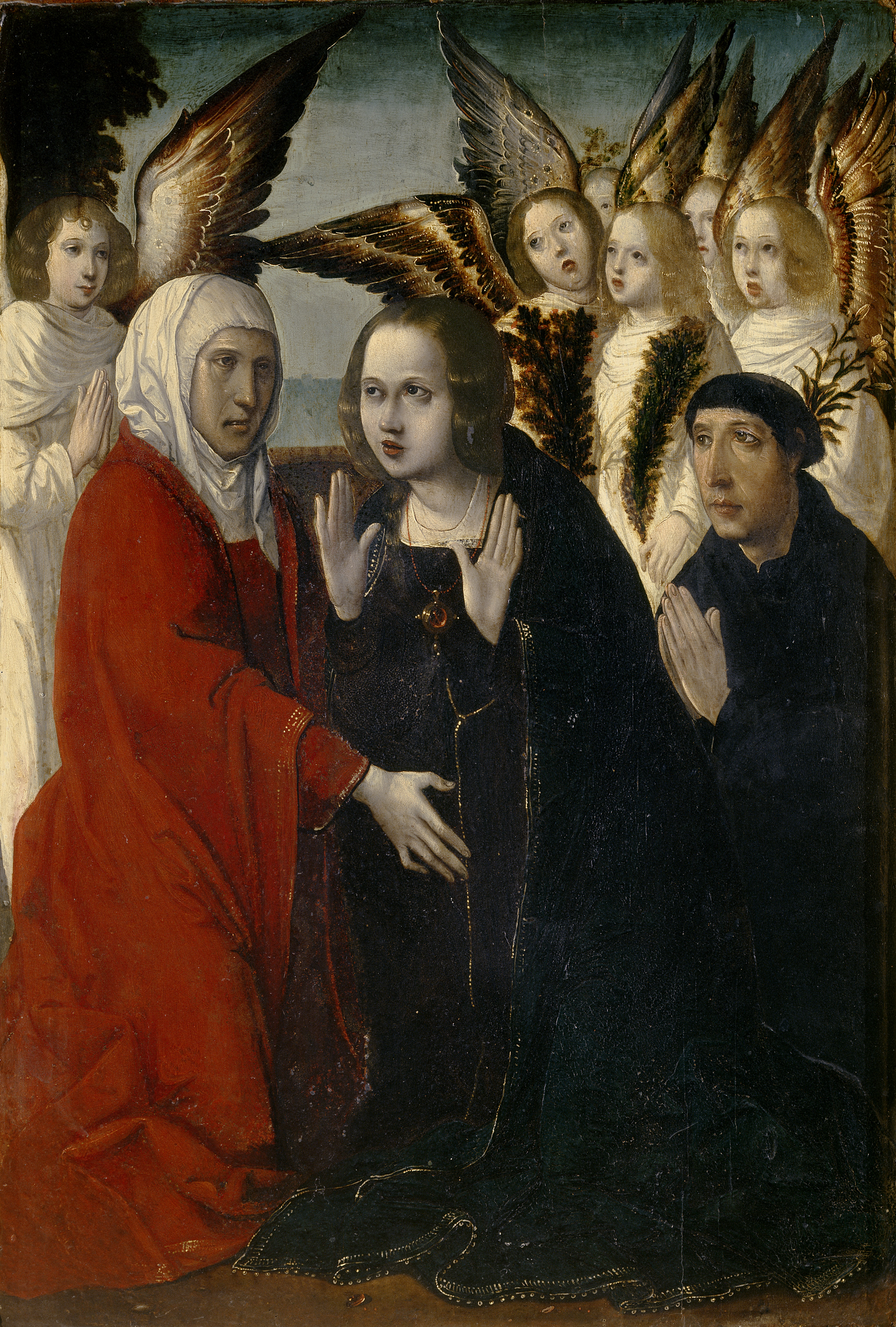
Visitación de la Virgen a su prima santa Isabel con un donante, óleo sobre tabla, 52 x 36 cm, Madrid, Museo del Prado.

Juan Tejerina (documentado en 1522) fue un pintor renacentista español activo en la actual provincia de Palencia, vecino de Paredes de Nava y seguidor de Juan de Flandes.
Juan Tejerina es pintor documentado en 1522, cuando en unión del llamado Maestre Benito, autor de la tabla de Santa Úrsula y las once mil vírgenes de la catedral de Palencia, salió fiador de la viuda de Juan de Flandes ante el cabildo palentino. Por esta familiaridad con el maestro flamenco se le han atribuido las dos tablas de la Visitación de la Virgen a santa Isabel y la Adoración de los Reyes incorporadas al cuerpo alto del retablo mayor de la catedral de Palencia tras la muerte de Juan de Flandes (1519), en un estilo estrechamente deudor del de este, pero carente de su delicadeza y menos avanzado que el del Maestre Benito.
Aunque no se ha conservado ninguna obra firmada o documentada a su nombre, se le atribuyen también la Anunciación y la Natividad de la iglesia de santa Eulalia de Paredes de Nava, en las que la asimilación del estilo de Juan de Flandes es compatible con ciertos arcaísmos hispanoflamencos. Semejanzas con las tablas del retablo catedralicio advirtió también Matías Díaz Padrón en una Visitación con donante del Museo del Prado, procedente de la iglesia de san Lázaro de Palencia, de cuyo retablo mayor –del que cuatro tablas se conservan igualmente en el Museo del Prado- se encargó Juan de Flandes al final de sus días.